# Ланских, Анатолий Николаевич
Анатолий Николаевич Ланских (род. 1951) — советский и российский военный деятель и учёный; кандидат военных наук, доктор экономических наук, доцент.

## Биография
Родился 25 мая 1951 года.
После окончания школы, с 1968 по 2002 годы служил в Вооружённых Силах СССР и Российской Федерации.

### Образование
В 1972 году с отличием окончил Харьковское гвардейское высшее танковое командное училище по специальности «Командно-штабная, инженерная».
В 1981 году также с отличием окончил Военную академию бронетанковых войск по специальности «Оперативно-тактическое управление».
Затем обучался в адъюнктуре при Военной академии им. Фрунзе, которую окончил 1988 году с защитой диссертации на соискание ученой степени кандидата военных наук. В 1992 году Ланскому было присвоено ученое звание доцента.
В 2012 году он защитил докторскую диссертацию на тему «Стратегия развития сферы услуг высшего профессионального образования на основе инновационно-ориентированного прогнозирования».

### Деятельность
Во время службы в Вооружённых силах, работал в различных военных вузах.
Преподавал на кафедре «Оперативного искусства» Военной академии им. Фрунзе, где был заместителем начальника учебного отдела.
В течение четырёх лет Анатолий Ланских работал в Алжирской народной демократической республике советником начальника военной академии — старшим группы российских военных специалистов.
С 1997 по 2002 год работал начальником кафедры «Оперативно-тактической подготовки и управления повседневной деятельностью войск» Военного финансово-экономического университета.
После окончания военной службы, в 2002—2010 годах был деканом факультета открытого образования Финансового университета при Правительстве РФ. Принимал участие в разработке и внедрении системы дистанционного обучения. В 2006 году стал победителем конкурса Министерства образования и науки РФ «Абсолютный лидер высшего профессионального образования».
С 2010 по 2011 год Анатолий Николаевич работал проректором по информационным технологиям Финансового университета при Правительстве РФ. Некоторое время являлся ректором Всероссийского заочного финансово-экономического института.
Награждён орденом Почёта и многими медалями, включая медаль «За трудовое отличие».
Является дарителем эндаумент-фонда Финансового университета.